# Jim Gettys
Jim Gettys (15 de octubre de 1953 (71 años) es programador de computadoras de los laboratorios Alcatel-Lucent de Bell. Hasta enero de 2009, era el vicepresidente de software del proyecto One Laptop Per Child (OLPC), trabajando en el software para el OLPC XO-1. Gettys es uno de los desarrolladores originales del X Window System en el MIT y trabajó de nuevo en este proyecto con X.Org, donde se desempeñó en la junta directiva. Previamente se desempeñó en la junta directiva de la fundación GNOME. Trabajó en el World Wide Web Consortium (W3C) y fue el redactor de la especificación HTTP/1.1 en el Internet Engineering Task Force (IETF). Gettys ayudó a establecer la comunidad de handhelds.org, desde donde se uede seguir la pista del desarrollo del Linux en los dispositivos handheld.
Gettys trabajó en el Cambridge Research Laboratory de HP Labs. Ganó en 1997 el premio Internet Plumber of the Year a nombre del grupo que trabajó en el HTTP/1.1. Gettys es uno de los encargados del Flame ((USENIX's 1999 Lifetime Achievement Award) a nombre de The X Window System Community at Large.
Uno de sus objetivos principales en el OLPC era revisar y reacondicionar mucho del software Linux estándar, para hacer que funciona más rápidamente y consumiera menos memoria y energía. En este contexto, él ha precisado una falacia común entre los programadores hoy: que almacenar valores computados en memoria es preferible a recomputar esos valores más adelante. Esto, dice, es a menudo falso en el hardware actual, dado las CPU rápidas y el largo tiempo que toma recuperarse de una falla potencial de caché.
Tiene un grado BSc del MIT en Ciencias de la Tierra y Planetaria (curso 12 - EAPS).